# Luis Ayllón Regidor
Luis Ayllón Regidor (Barajas de Melo, Cuenca, 24 de junio de 1983) es un entrenador de fútbol español que actualmente dirige al Club de Fútbol Talavera de la Reina de la Segunda Federación. 

## Trayectoria
Empezó como entrenador en la cantera del Club Deportivo Toledo y en la temporada 2016-17, dirige al Club Deportivo Toledo "B" del Grupo 18 de la Tercera División de España, con el que finaliza en decimoséptima posición en liga.  
En la temporada 2017-18, firma por la Unión Balompédica Conquense del Grupo 18 de la Tercera División de España. Al término de la primera temporada con el conjunto conquense, lograría el ascenso a la Segunda División B.
En la temporada 2018-19, dirige a la Unión Balompédica Conquense en la Segunda División B. El 14 de enero de 2019, sería cesado del conjunto conquense.
El 1 de julio de 2019, se compromete con el Club Deportivo Artístico Navalcarnero de la Tercera División de España. Al término de la primera temporada con el conjunto madrileño, lograría el ascenso a la Segunda División B.
En la temporada 2020-21, dirige al Club Deportivo Artístico Navalcarnero en la Segunda División B. Ayllón logró meter al equipo madrileño, en la fase inicial de la campaña, entre los puestos altos de la clasificación de la categoría de bronce y consiguió llegar a los octavos de final de la Copa del Rey después de eliminar a un equipo de Primera División como el SD Eibar y terminó siendo apeado por el Granada CF, también de Primera División.
El 14 de marzo de 2022, firma por el Unionistas de Salamanca de la Primera División RFEF hasta el final de la temporada, sustituyendo al destituido Dani Mori.
El 7 de junio de 2022, firma como entrenador del Unión Deportiva San Sebastián de los Reyes de la Primera División RFEF.
El 16 de enero de 2023, Ayllón es destituido como entrenador del Unión Deportiva San Sebastián de los Reyes, tras acumular seis derrotas consecutivas y estar a un punto del descenso.
El 9 de abril de 2024, ficha por el Club de Fútbol Talavera de la Reina de la Segunda Federación, hasta final de temporada.

## Clubes

### Como entrenador
| Club                                       | País   | Año             |
| ------------------------------------------ | ------ | --------------- |
| Club Deportivo Toledo "B"                  | España | 2016-2017       |
| Unión Balompédica Conquense                | España | 2017-2019       |
| Club Deportivo Artístico Navalcarnero      | España | 2019-2021       |
| Unionistas de Salamanca CF                 | España | 2022            |
| Unión Deportiva San Sebastián de los Reyes | España | 2022-2023       |
| Club de Fútbol Talavera de la Reina        | España | 2024-Actualidad |